# Teleonemia nigrina
Teleonemia nigrina är en insektsart som beskrevs av Champion 1898. Teleonemia nigrina ingår i släktet Teleonemia och familjen nätskinnbaggar. Inga underarter finns listade i Catalogue of Life.